# Jomfruland
Jomfruland est une île de la commune de Kragerø,  dans le comté de Telemark en Norvège.

## Description
L'île de 3 km2 mesure 7.5 km de long pour environ 1 km de large. Elle est au sud de l'archipel de Kragerø et protège les nombreuses îles de l'archipel des vagues du Skagerrak et offre une protection contre la mer pour l'intérieur. Elle est constituée de galets, de graviers et de sable et elle est partiellement boisée. Elle compte quelques fermes, ainsi que des gîtes et des aires de loisirs. Géologiquement elle fait partie du grand Raet où la crête de la moraine dépasse au-dessus de l'eau.
L'île est également connue pour sa riche avifaune et plus de 300 espèces y ont été observées. L'Association ornithologique norvégienne-département Telemark créée en 1972, exploite la station ornithologique du Jomfruland à la pointe nord de l'île.
Au milieu de l'île, il y a deux phares blancs, un ancien et un nouveau qui est encore utilisé aujourd'hui. Les phares de Jomfruland sont très caractéristiques et sont visibles de tous les côtés. Les tours du Jomfruland sont souvent désignées comme la marque de fabrique de Kragerø et de l'archipel. La plus ancienne des tours est ouverte au public en été.

## Aire protégée
L'île a été protégée en tant que zone de conservation du paysage le 28 avril 1978. Elle a ensuite été convertie en parc national de Jomfruland en décembre 2016. Le parc national comprend les îles de Jomfruland et Stråholmen et les zones maritimes environnantes.
Elle est aussi connue par la présence de l'anémone sylvie. En raison de la flore diversifiée de l'île, un nombre relativement important d'espèces d'oiseaux nicheurs a été documenté. En mars 2006, 92 espèces se reproduisaient, et parmi celles-ci, environ 40 à 50 chaque année. La fauvette épervière est l'une des espèces régulières, le Jomfruland étant peut-être le seul endroit en Norvège où cet oiseau se reproduit. Le rossignol progné, le roselin cramoisi et la pie-grièche écorcheur sont également des espèces reproductrices régulières, tandis que les découvertes plus irrégulières concernent le pouillot verdâtre (1992 - seule observation de reproduction en Norvège), le pigeon colombin, le canard souchet et la bernache nonnette (les deux derniers sur les îles voisines). Un grand nombre d'oiseaux se reproduisent sur les îlots et les récifs autour du Jomfruland, l'un d'entre eux étant le guillemot à miroir.

## Galerie

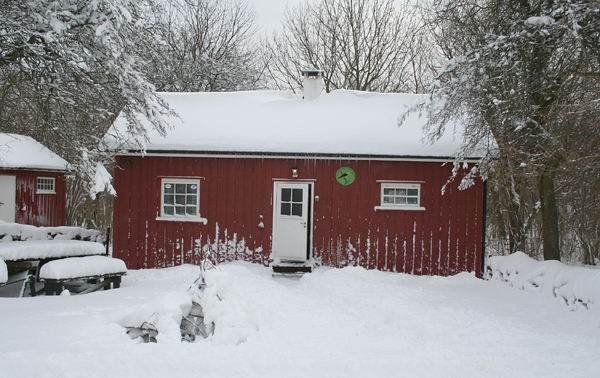
Station ornithologique
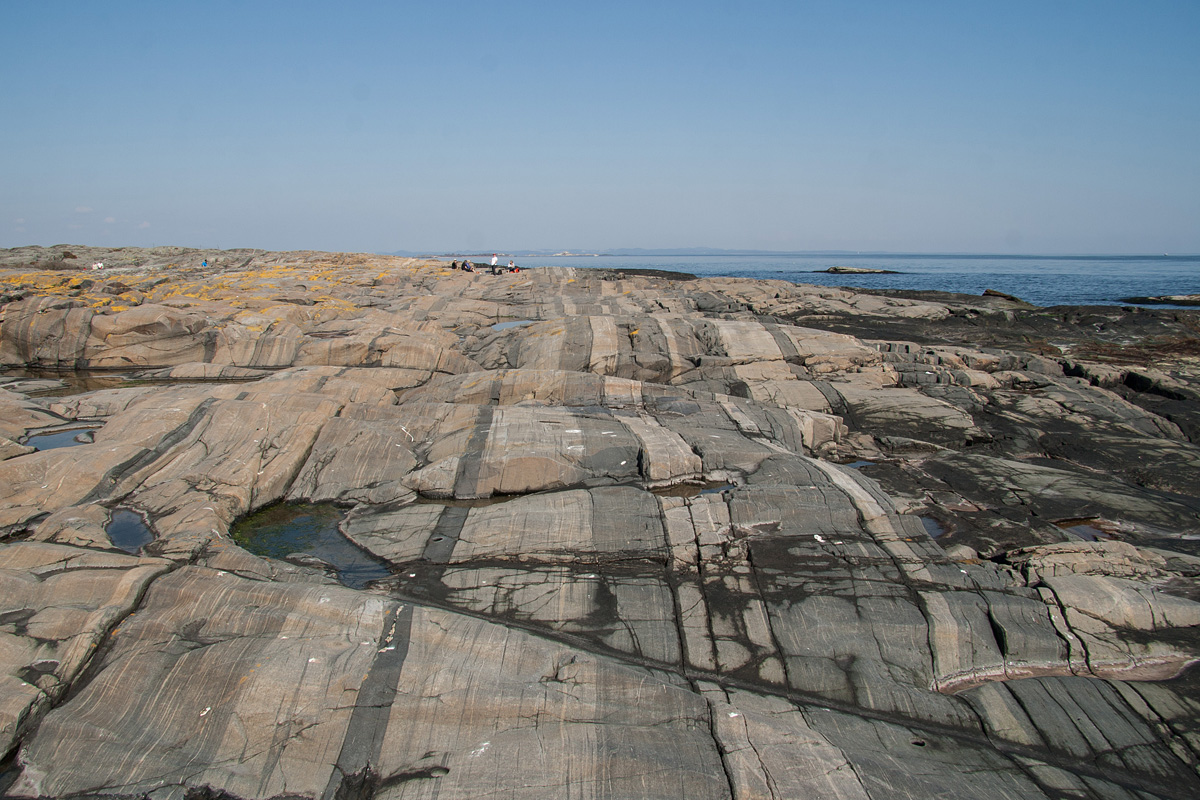
Formation rocheuse dans le Parc national
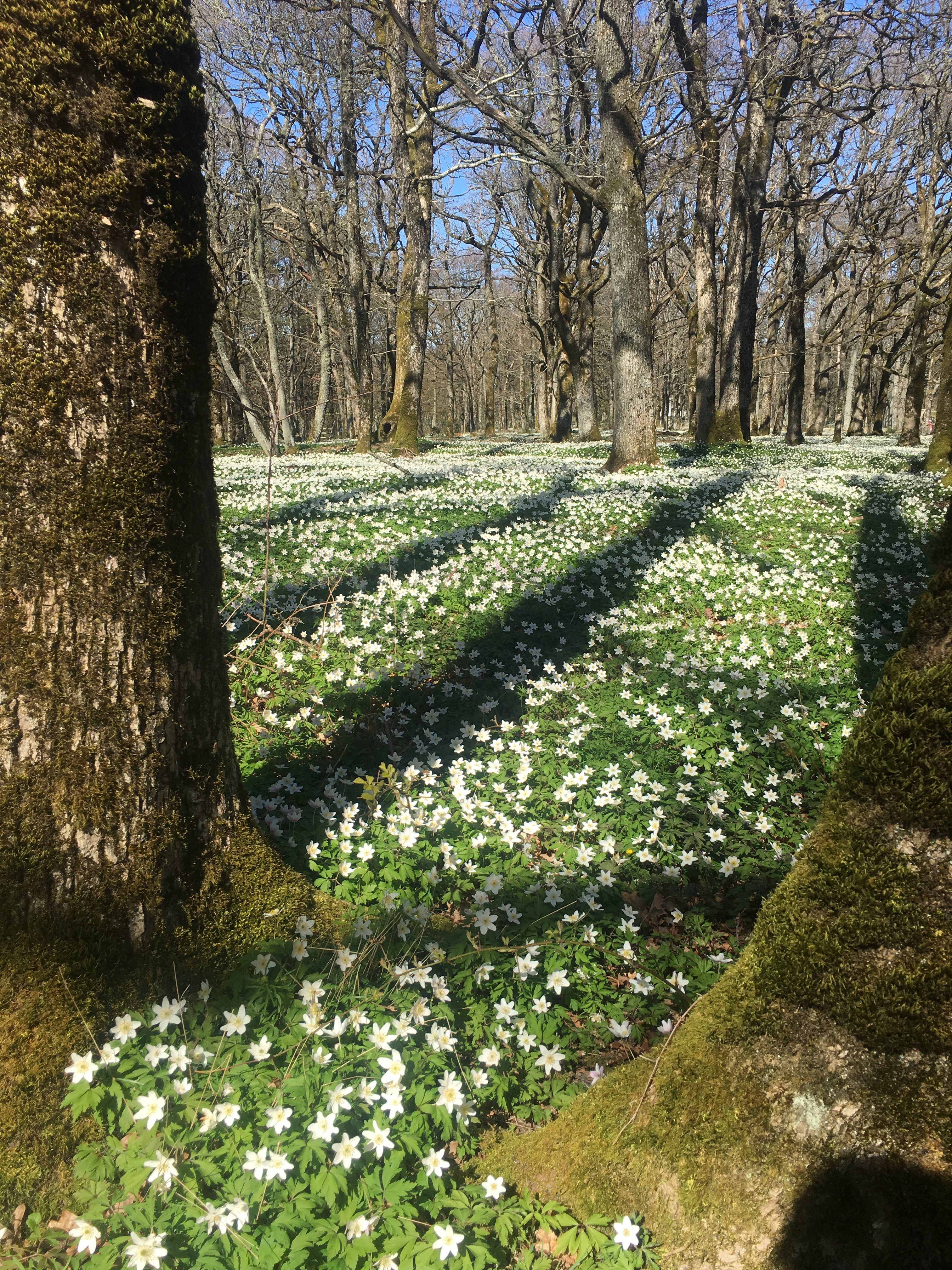
Anémone sylvie
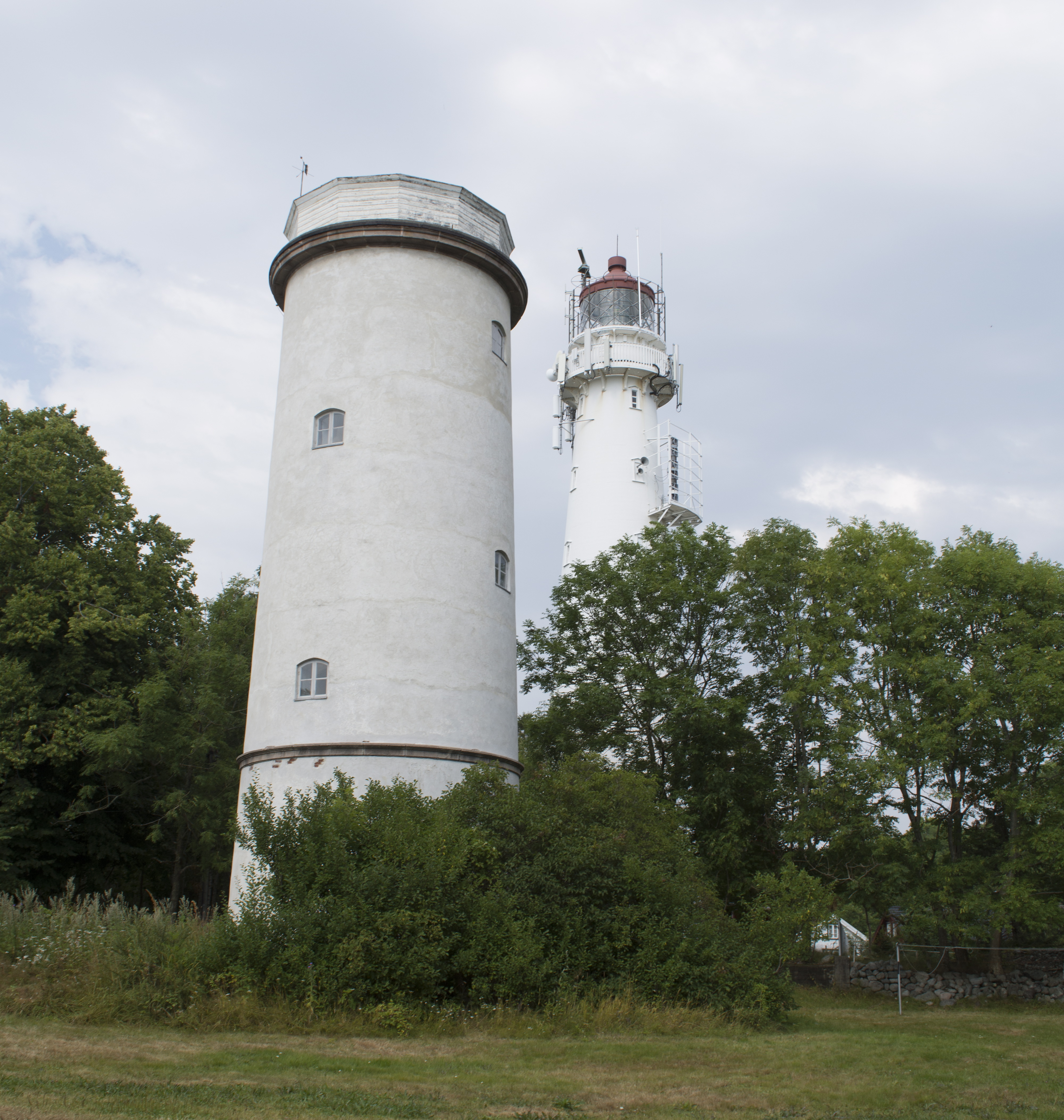
Les deux phares